# Cracker Graham
I cracker Graham sono sottili biscotti rettangolari (a forma di cracker) a base di farina integrale, creati ispirandosi alle teorie nutrizionali di impronta religiosa di Sylvester Graham, un ministro presbiteriano che, tra le altre cose, promuoveva molto l'uso dei cereali integrali. Graham non ideò né questi biscotti né gli altri prodotti alimentari che portano il suo nome; furono i suoi seguaci ad attribuirlo.
I cracker Graham sono diffusi soprattutto negli Stati Uniti d'America, mentre nel Regno Unito sono più comuni i biscotti digestive, sempre a base di farina integrale e con caratteristiche simili.